# Arvicanthis blicki
Arvicanthis blicki е вид гризач от семейство Мишкови (Muridae). Видът е почти застрашен от изчезване.

## Разпространение
Разпространен е в Етиопия.

## Описание
Теглото им е около 128 g.